# Kagerhof (Altenthann)
Kagerhof ist ein Ortsteil der Gemeinde Altenthann im Oberpfälzer Landkreis Regensburg (Bayern).

## Geografische Lage
Die Einöde Kagerhof liegt in der Region Regensburg nördlich der Staatsstraße 2145 und etwa zwei Kilometer westlich von Altenthann.

## Geschichte
1507 wurde Kagerhof (auch: Hof auf der Khager) erstmals schriftlich erwähnt. Es lag in der Hofmark Altenthann. 1694 gehörte es zu Lichtenwald.
Zum Stichtag 23. März 1913 (Osterfest) gehörte Kagerhof zur Pfarrei Altenthann und hatte ein Haus und sechs Einwohner.
Am 31. Dezember 1990 hatte Kagerhof sechs Einwohner und gehörte zur Pfarrei Altenthann.